# Vereniging Wikimedia Nederland
De Vereniging Wikimedia Nederland (WMNL) is een Nederlandse vereniging met als doel de verzameling en ontsluiting van vrije informatie te bevorderen teneinde deze informatie vast te leggen; het geven van voorlichting over vrije of vrij toegankelijke informatie. Dit doet zij onder meer door ondersteuning van de doelstellingen van de Wikimedia Foundation Inc., die in de VS gevestigd is. De WMNL heeft sinds 1 januari 2010 de fiscale status van algemeen nut beogende instelling (ANBI). Wikimedia Foundation is naar Amerikaans recht een zogenaamde nonprofit corporation (bedrijf zonder winstoogmerk). De activiteiten van WMNL worden in de eerste plaats mogelijk gemaakt door het werk van vrijwilligers. Financiering van de vereniging komt uit subsidies, onder andere van de WMF en uit donaties.

## Oprichting
Op 6 mei 2005 overlegden enkele Nederlandse Wikipedianen met de Wikimedia Foundation, eigenaar van de Wikipedia-website en houder van alle rechten, over de oprichting van een afdeling (chapter) van Wikimedia in Nederland. Het gesprek vond via IRC chat plaats met WMF voorman Jimmy Wales, die naast Larry Sanger en Ward Cunningham aan de basis stond van Wiki-pedia. De vereniging werd op 27 maart 2006 opgericht als zesde plaatselijke afdeling van de Wikimedia Foundation. Hierover is een overeenkomst gesloten met de Foundation. Op 18 juni 2006 werd het eerste bestuur gekozen, met Oscar van Dillen als voorzitter.
Naast de vereniging werd een gelijknamige stichting Wikimedia Nederland opgericht met vrijwel dezelfde doelstellingen. Deze stichting, met dezelfde voorzitter als de vereniging, heeft geen activiteiten ondernomen.
Sinds 2011 heeft de vereniging een eigen kantoor in Utrecht.

## Activiteiten

### Projecten
De vereniging stimuleert rechtenhouders hun werken en data beschikbaar te stellen ten behoeve van Wikimedia-projecten. Voorbeelden van samenwerkingsprojecten zijn:
- Wiki loves art/NL[9] Deze Nederlandstalige editie van "Wiki loves Art" is een initiatief van Creative Commons Nederland en Wikimedia Nederland in samenwerking met xs4all, de Stichting Museumnacht Amsterdam (n8.nl) en Erfgoed Nederland.
- Wiki Loves Monuments[10]
- Wiki loves bieb[11]
- Wikiportret[12]
- Wiki Goes Caribbean [13][14]

### Conferenties
De vereniging organiseert sinds 2006 (op 2009 en 2010 na) jaarlijks in november een Wikimedia Conferentie Nederland, soms gewijd aan een thema of met een motto, bijvoorbeeld
- 2008: De bewerkbare wereld;
- 2010: (mini-conferentie) Redacteuren van Wikimedia (gebruikers);
- 2011: Ontsluiting voor het publiek van cultureel erfgoed via wiki's en het gebruik van wiki's in het algemeen;
- 2012: Wikipedia in het middelbaar en universitair onderwijs, de technische kant van wiki's (automatische vertaling) en wiki-gemeenschappen (onder meer culturele samenwerking met musea)[16];
- 2013: Gevarieerde conferentie, met onder meer aandacht voor de wisselwerking met archieven, bibliotheken en musea (Wikipedians in Residence); zusterprojecten; werksfeer en technische ontwikkelingen;
- 2014: Vinden & Verbinden. Vele puzzelstukjes bij elkaar maken onze Wikimedia-projecten één geheel;
- 2015 en 2016: geen speciale onderwerpen of motto's;
- 2017 Facts Matter
- 2019 Wikipedia is meer.[17]

### Ondersteuning vrijwilligers
De vereniging ondersteunt vrijwilligers van de Nederlandstalige Wikipedia met onder meer cursussen, apparatuur en subsidies voor activiteiten. De VWNL ontving in 2019 een substantiële subsidie van de Wikimedia Foundation, naast onder andere ook ledengelden, donaties, legaten, en een bedrag van het Ministerie van OCW.

### Cursus Wikipedia
Op verzoek gaven leden in het verleden een cursus waarin geleerd werd hoe Wikipedia bewerkt kan worden. In 2013 werden onder meer cursussen gegeven bij de Hogeschool Rotterdam en het Museum Volkenkunde.

## Galerij

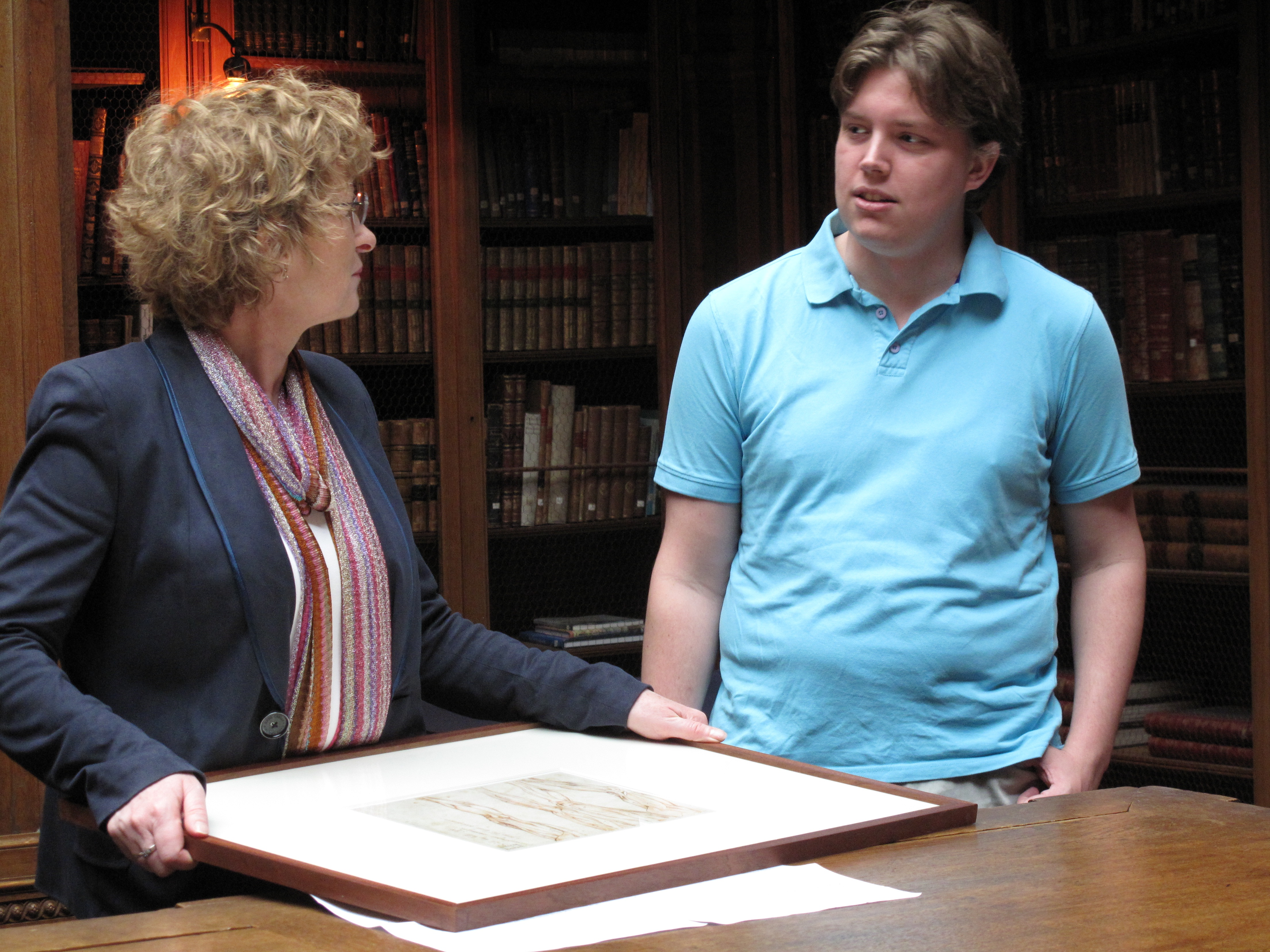
Winnaar van de "Teylers Challenge" van het Teylers Museum, 2012
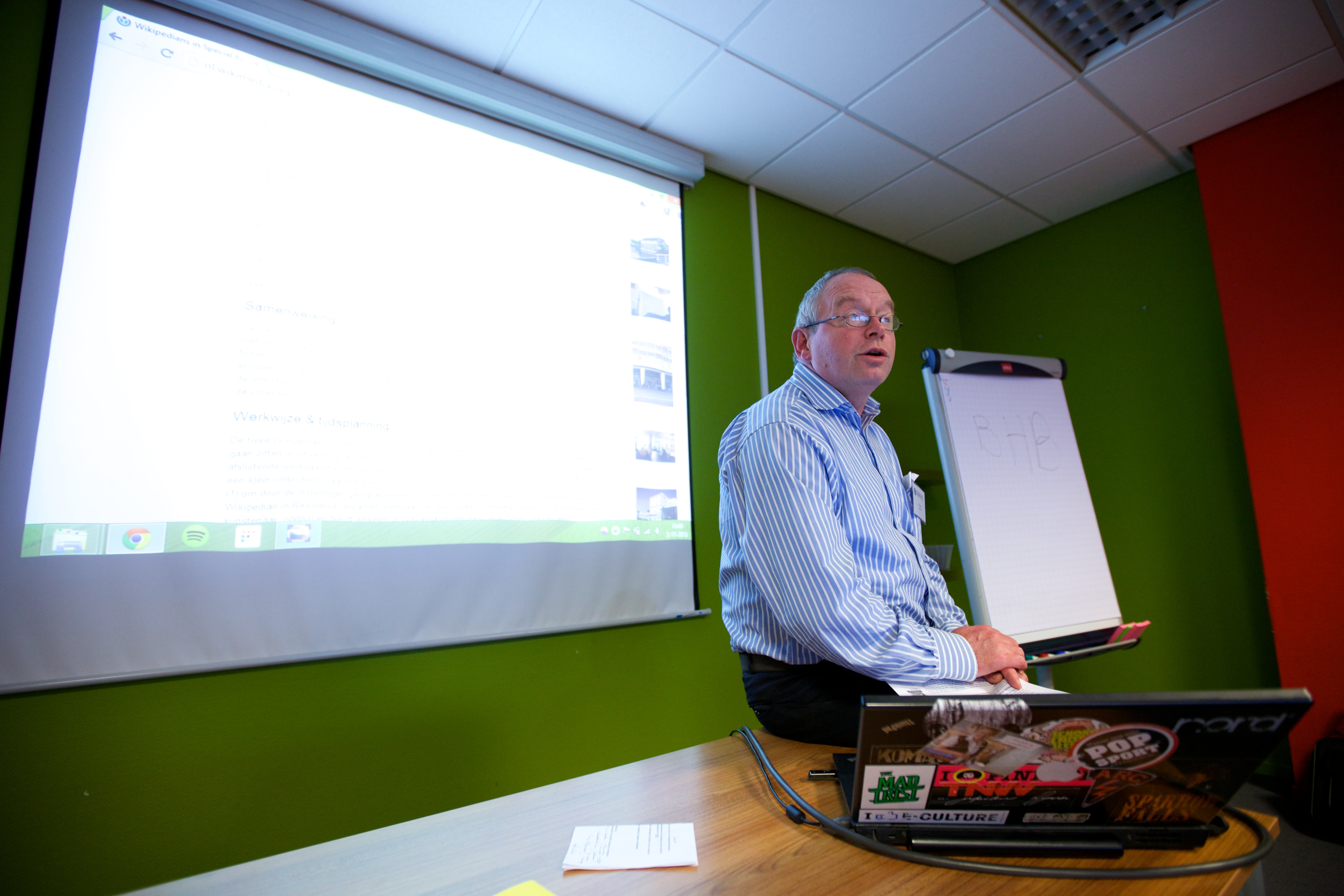
Jos Damen van het Afrika-Studiecentrum over de Wikipedians in Special Residence bij de Wikimedia Nederland Conferentie 2013
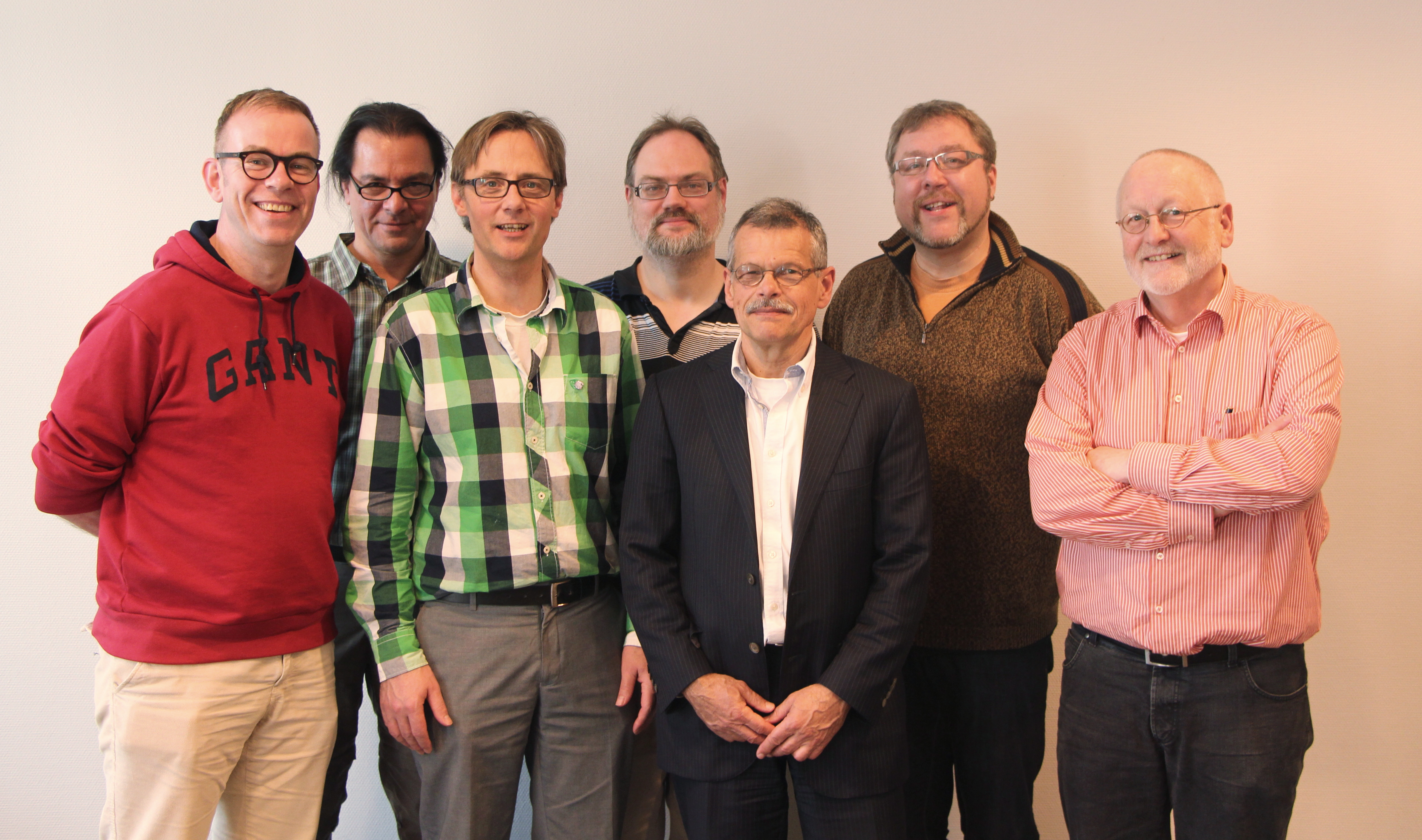
Bestuur van Vereniging Wikimedia Nederland, 5 april 2014 in Soesterberg
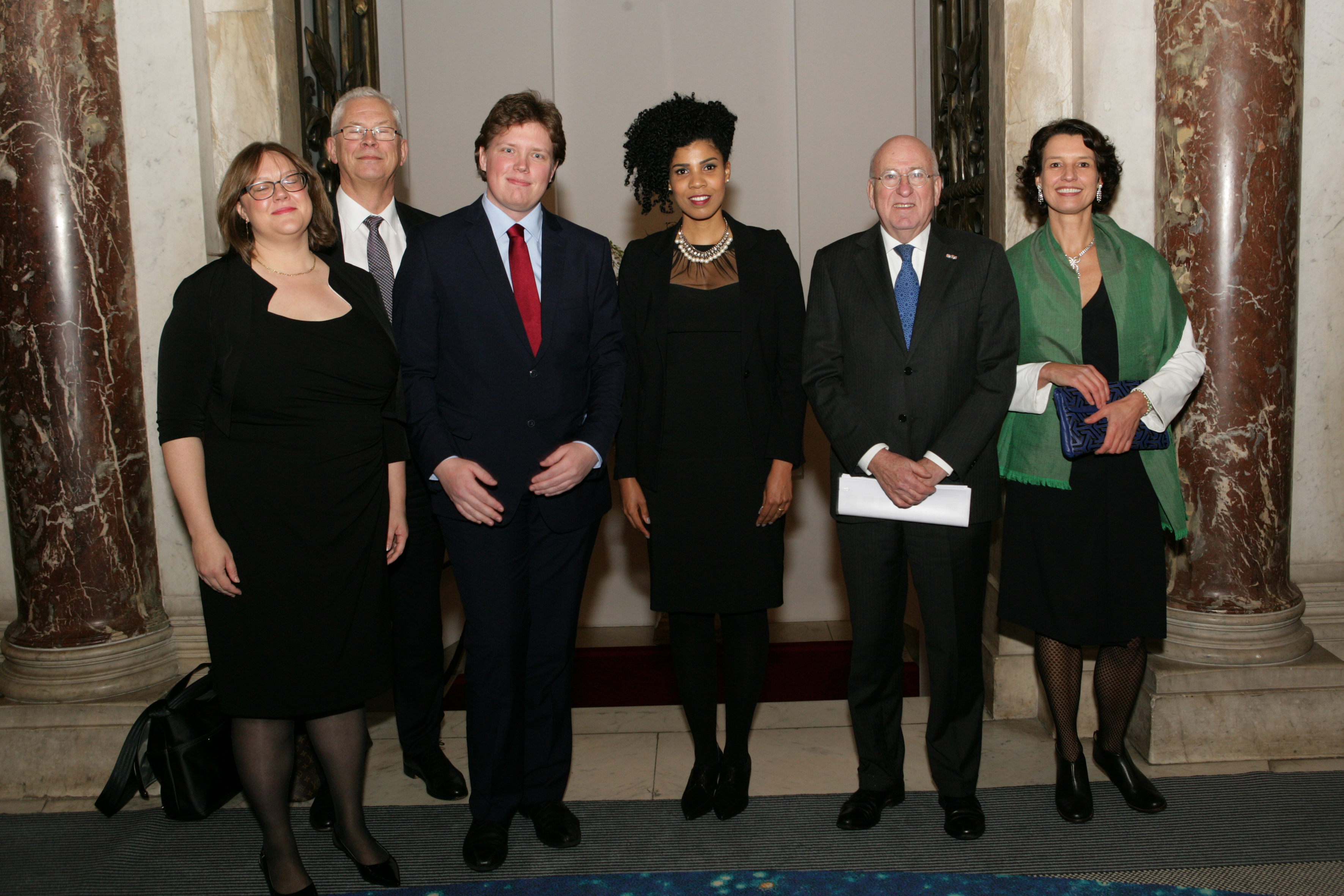
Uitreiking van de Erasmusprijs 2015
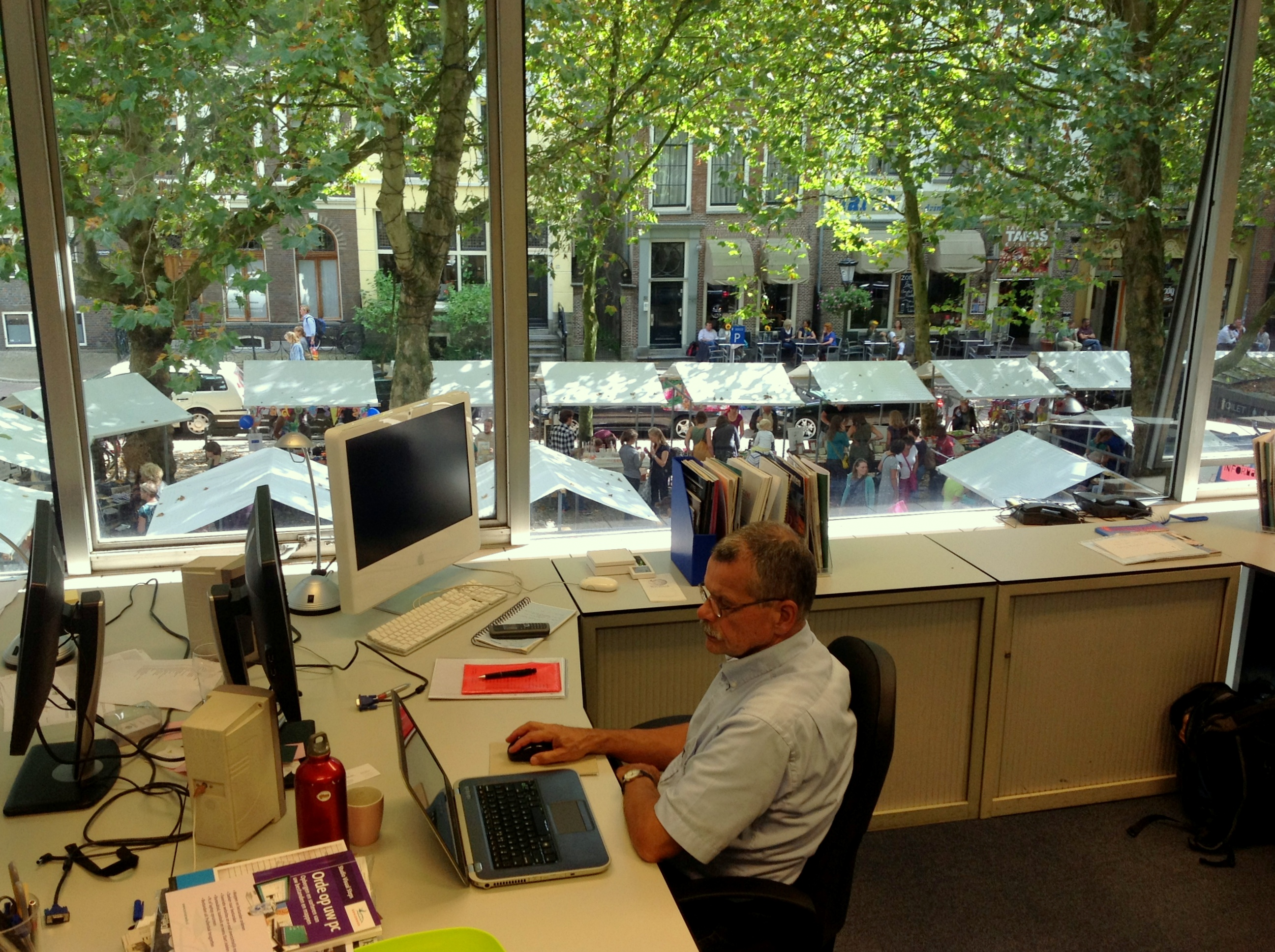
Kantoor Wikimedia Nederland op de Mariaplaats in Utrecht